# Агуаш, Жозе
Жозе́ Пи́нту де Карва́лью Са́нтуш А́гуаш (порт. José Pinto de Carvalho Santos Águas; 9 ноября 1930, Лобиту — 10 декабря 2000, Лиссабон) — португальский футболист, выступавший на позиции нападающего.
Он провёл большую часть профессиональной карьеры в «Бенфике», пять раз став лучшим бомбардиром чемпионата Португалии.

## Футбольная карьера
Родился в Лобиту, Португальская Западная Африка, Португальская империя, в семье белых колонистов. Агуаш начал свою футбольную карьеру в местной команде «Лузитано ду Лобиту», где играл до перехода в «Бенфику» в 1950 году, там он играл до 1963 года, приобретя за это время статус легенды клуба.
С «Бенфикой» он пять раз выигрывал чемпионат (в 1955, 1957, 1960, 1961 и 1963 году) и семь раз — кубок, также он пять раз становился лучшим бомбардиром национальной лиги. В годы, предшествующие приходу в Лиссабон Эйсебио, он сыграл важную роль в успехе «Бенфики» в завоевании Кубка европейских чемпионов: в 1961 году против «Барселоны» (3:2), а в следующем сезоне против мадридского «Реала» (5:3), он забил первые голы своей команды в обоих случаях, и, будучи капитаном клуба, он не смог привести команду к хет-трику после поражения со счётом 1:2 от «Милана» в 1963 году (он попросту не играл).
За сборную Португалии Агуаш дебютировал 23 ноября 1952 года в матче с Австрией, который закончился ничьей 1:1, в общей сложности он сыграл 25 матчей, забив 11 раз. Его последнее появление на поле в футболке сборной состоялось 17 мая 1962 года и закончилось поражением со счётом 1:2 от Бельгии.
После ухода из «Бенфики» в 33 года Агуаш сыграл ещё один сезон за венскую «Аустрию», завершив карьеру летом следующего года. Он умер в португальской столице в возрасте 70 лет.

## Достижения

### Командные достижения
«Бенфика»
- Чемпион Португалии (5): 1954/55, 1956/57, 1959/60, 1960/61, 1962/63
- Обладатель Кубка Португалии (7): 1950/51, 1951/52, 1952/53, 1954/55, 1956/57, 1958/59, 1961/62
- Обладатель Кубка европейских чемпионов (2): 1960/61, 1961/62
- Бронзовый призёр Латинского кубка: 1956
- Итого: 15 трофеев

### Личные достижения
- Лучший бомбардир чемпионата Португалии (5): 1952, 1956, 1957, 1959, 1961
- Лучший бомбардир Кубка европейских чемпионов: 1961

## Статистика выступлений

### Клубная карьера
| Клуб             | Сезон            | Лига | Лига | Кубки | Кубки | Кубок чемпионов | Кубок чемпионов | Прочие | Прочие | Итого | Итого |
| Клуб             | Сезон            | Игры | Голы | Игры  | Голы  | Игры            | Голы            | Игры   | Голы   | Игры  | Голы  |
| ---------------- | ---------------- | ---- | ---- | ----- | ----- | --------------- | --------------- | ------ | ------ | ----- | ----- |
| Бенфика          | 1950/51          | 19   | 23   | 7     | 6     | -               | -               | 0      | 0      | 26    | 29    |
| Бенфика          | 1951/52          | 22   | 28   | 7     | 6     | -               | -               | 0      | 0      | 29    | 34    |
| Бенфика          | 1952/53          | 25   | 25   | 7     | 10    | -               | -               | 0      | 0      | 32    | 35    |
| Бенфика          | 1953/54          | 18   | 23   | 2     | 0     | -               | -               | 0      | 0      | 20    | 23    |
| Бенфика          | 1954/55          | 26   | 20   | 6     | 6     | -               | -               | 0      | 0      | 32    | 26    |
| Бенфика          | 1955/56          | 26   | 28   | 2     | 2     | 0               | 0               | 2      | 1      | 30    | 31    |
| Бенфика          | 1956/57          | 25   | 30   | 7     | 3     | 0               | 0               | 2      | 0      | 34    | 33    |
| Бенфика          | 1957/58          | 22   | 22   | 8     | 9     | 2               | 0               | 0      | 0      | 32    | 31    |
| Бенфика          | 1958/59          | 24   | 26   | 9     | 3     | 0               | 0               | 0      | 0      | 33    | 29    |
| Бенфика          | 1959/60          | 25   | 18   | 8     | 12    | 0               | 0               | 2      | 1      | 35    | 31    |
| Бенфика          | 1960/61          | 23   | 27   | 1     | 5     | 9               | 11              | 2      | 0      | 35    | 43    |
| Бенфика          | 1961/62          | 22   | 18   | 5     | 2     | 7               | 6               | 4      | 0      | 38    | 26    |
| Бенфика          | 1962/63          | 4    | 2    | 6     | 5     | 3               | 1               | 0      | 0      | 13    | 8     |
| Бенфика          | Итого            | 281  | 290  | 75    | 69    | 21              | 18              | 12     | 2      | 389   | 379   |
| Аустрия (Вена)   | 1963/64          | 7    | 2    | 1     | 0     | 1               | 0               | 0      | 0      | 9     | 2     |
| Аустрия (Вена)   | Итого            | 7    | 2    | 1     | 0     | 1               | 0               | 0      | 0      | 9     | 2     |
| Всего за карьеру | Всего за карьеру | 288  | 292  | 76    | 69    | 22              | 18              | 12     | 2      | 398   | 381   |

## Личная жизнь
Сын Агуаша, Руй, также был футболистом и нападающим, с успехом играл за «Бенфику» и сборную. Он также представлял «Порту», забив 30 голов в двух сезонах чемпионата.
Его дочь, Елена Мария, она же Лена д’Агуа, сделала карьеру в поп-музыке 80-х.